# Pinatar Cup
La Pinatar Cup, per esteso Pinatar Cup by IAST SPORTS, è un torneo di calcio femminile a invito che si svolge annualmente nel mese di marzo a San Pedro del Pinatar, nella comunità autonoma della Murcia, in Spagna. Nella prima edizione, quella del 2020, è stato disputato da Irlanda del Nord, Islanda, Scozia e Ucraina. Il torneo è organizzato dalla società IAST SPORTS, originaria della Slovacchia.
La Scozia ha vinto l'edizione inaugurale (2020) dopo aver sconfitto l'Irlanda del Nord nell'ultima partita con le reti di Abbi Grant ed Erin Cuthbert.
La Scozia ha vinto la gara inaugurale (2020) dopo aver sconfitto l'Irlanda del Nord nell'ultima partita con le reti di Abbi Grant e Erin Cuthbert.[3]
Si gioca a fine febbraio o inizio marzo, in concomitanza con i vari simili tornei a invito, come gli ultradecennali Algarve Cup e Cyprus Cup, e i più recenti Turkish Women's Cup, SheBelieves Cup, Arnold Clark Cup e Tournoi de France.

## Edizioni
| Anno | Vincitore                                                              | 2º posto                                                               | 3º posto                                                               | 4º posto                                                               |
| ---- | ---------------------------------------------------------------------- | ---------------------------------------------------------------------- | ---------------------------------------------------------------------- | ---------------------------------------------------------------------- |
| 2020 | Scozia                                                                 | Islanda                                                                | Ucraina                                                                | Irlanda del Nord                                                       |
| 2021 | Cancellata a causa delle restrizioni dovute alla pandemia di COVID-19. | Cancellata a causa delle restrizioni dovute alla pandemia di COVID-19. | Cancellata a causa delle restrizioni dovute alla pandemia di COVID-19. | Cancellata a causa delle restrizioni dovute alla pandemia di COVID-19. |
| 2022 | Belgio                                                                 | Russia                                                                 | Irlanda                                                                | Galles                                                                 |
| 2023 | Islanda                                                                | Galles                                                                 | Scozia                                                                 | Filippine                                                              |
| 2024 | Finlandia                                                              | Scozia                                                                 | Slovenia                                                               | Filippine                                                              |

## Statistiche

### Vittorie per squadra
| Squadra          | Titoli   | 2º posto | 3º posto | 4º posto       |
| ---------------- | -------- | -------- | -------- | -------------- |
| Belgio           | 1 (2022) |          |          |                |
| Finlandia        | 1 (2024) |          |          |                |
| Islanda          | 1 (2023) |          |          |                |
| Scozia           | 1 (2020) | 1 (2024) | 1 (2023) |                |
| Galles           |          | 1 (2023) |          |                |
| Islanda          |          | 1 (2020) |          |                |
| Russia           |          | 1 (2022) |          |                |
| Irlanda          |          |          | 1 (2022) |                |
| Slovenia         |          |          | 1 (2024) |                |
| Ucraina          |          |          | 1 (2020) |                |
| Filippine        |          |          |          | 2 (2023, 2024) |
| Galles           |          |          |          | 1 (2022)       |
| Irlanda del Nord |          |          |          | 1 (2020)       |